# Drago (ebraismo)

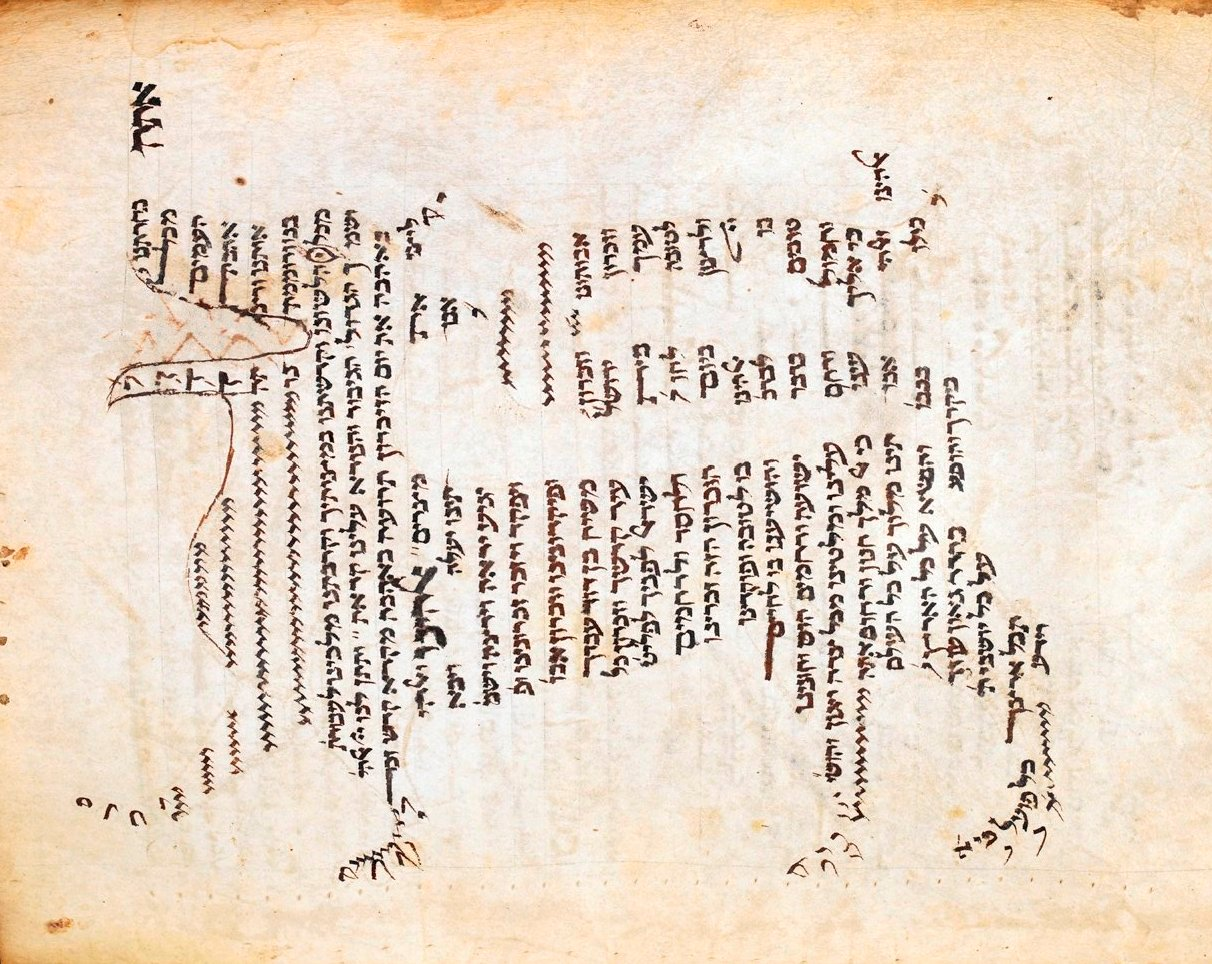
Lettere ebraiche a forma di drago, su libro di preghiere ebraico del XIV secolo (Manoscritto Oriental 2733)

Il drago è una creatura mitico-leggendaria dai tratti solitamente serpentini o comunque affini ai rettili, a volte presente in testi religiosi ebraici.
In ebraico il drago è identificato con due parole: nachash e tannin. Entrambe possono significare "serpente" e in questa accezione sembrano equivalenti. Compaiono, infatti, in due brani molto simili: Esodo 4:3 (nachash) e Esodo 7:9-12 (tannin).
Il serpente (nachash) viene poi accomunato a un mostro marino nel Libro di Giobbe (26:13), in cui è identificato con Raab, e in Isaia 27:1, ove viene chiamato nachash bariyach (serpente guizzante o fuggitivo) e identificato col Leviatano.
In Esodo e Deuteronomio anche tannin sembra indicare un semplice serpente. Tuttavia in Genesi 1,21 tanninim indica grandi animali marini. Molti traduttori, però, vi hanno ravvisato l'eco della mitologia mesopotamica e ugaritica e hanno tradotto con mostri marini o dragoni; accezione utilizzata in altri passi in cui l'interpretazione mitologica sembrava naturale per esaltare la potenza divina.

## Il drago Raab
Testi biblici successivi (il Libro di Isaia, il Libro di Giobbe e Salmo 89) fanno riferimento ad un mostro marino chiamato Raab (da non confondersi con Raab, la donna di Gerico citata nel Libro di Giosuè). Isaia 51:9 paragona questo demone Raab ad un drago o mostro. "Raab" è la traslitterazione italiana di רהב‎ (reb) con diversi significati: orgoglio/superbia, un mitico mostro marino, o Egitto (come nome emblematico). Nella versione inglese Douay-Rheims, tradotta dal latino medievale della Vulgata, la parola reb viene resa "il superbo/l'orgoglio" in Isaia 51:9 e Giobbe 26:12, e "l'orgoglio del mare" in Salmi 89:10 (Salmo 89 equivale a Salmo 88 della Vulgata, a causa della differente numerazione dei versetti nelle altre versioni).

## Il Leviatano
La connessione tra il drago (tannin) e "il serpente Leviatano" viene fatta in Isaia 27:1.
Questo viene identificato nel Midrash Rabbah a Genesi 1:21 come il Leviatano dalla parola Taninim (in ebraico תנינים‎?, plur.) "e Dio creò il grande mostro marino." 
In ebraico moderno la parola Taninim viene usata e traduce "coccodrilli", ma questo è un uso corrente non connesso con il significato biblico originale.

## Il drago nell'astrologia ebraica

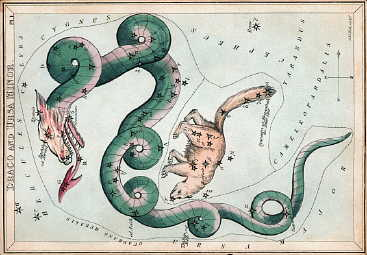
Il Dragone si attorciglia al Polo celeste (cartolina pubblicata a Londra nel 1825)

Il serpente guizzante (nachash bariyach) di Isaia 21 viene letto da Aryeh Kaplan come nachash bareʾach, o "Serpente del Polo". Nell'astrologia ebraica, infatti, nachash indicava la Costellazione del Dragone, una costellazione circumpolare. Circa 4500 anni fa il Polo nord celeste si trovava vicino alla stella Thuban nella "coda" del Dragone. Osservatori antichi notavano che il Dragone era in cima al Polo celeste, dando l'apparenza che le stelle stessero ad esso "appigliate", e in ebraico viene reso con Teli, da talah (תלה) – appigliarsi, pendere. Scrittori ebrei dei paesi arabi identificavano Teli con Al Jaz'har, che è una parola persiana significante "nodo", a causa dell'intersezione dell'inclinazione dell'orbita di un pianeta con l'ellittica che forma due nodi. Nell'astronomia moderna questi vengono chiamati nodo ascendente e nodo discendente, ma nell'astronomia medievale erano citati rispettivamente come "testa del drago" e "coda del drago".

## TannìnoTannìm
Una certa confusione esiste per la traduzione di tannin a causa di una parola di suono simile, l'ebraico תַנִּים (tannim), che viene oggi trodotta con “sciacalli”. Molte traduzioni bibliche del passato equiparavano i due termini e traducevano tannim come “draghi” invece di “sciacalli”. La confusione fra queste due parole separate ha portato ad una grande difficoltà nel determinare esattamente una definizione di tannin. Sotto la voce "sciacallo" (תַּן, tan), il New International Dictionary of Old Testament Theology and Exegesis afferma: “la forma tannîm non deve essere confusa con tannîn, creature marine”. Molti vocabolari accademici segnalano la distinzione tra tannin e tannim.
Tannim è la forma maschile plurale dell'ebraico tan, parola che non appare al singolare nella Bibbia. Tan è il sostantivo ebraico di sciacallo, quindi tannim, che appare in 15 versetti del Tanakh, significherebbe “sciacalli”. D'altra parte, tannin è la forma singolare della parola usata per drago o serpente, che, col suo plurale tanninim, si riscontra in 14 versetti del Tanakh.
Qui appresso si riportano due tabelle con le rispettive citazioni.

### Tutti gli usi ditanninotanninimnel Tanakh
| Riferimento biblico | Traduzione italiana |
| ------------------- | --- |
| Genesi 1:21         | Dio creò i grandi mostri marini [taninim] e tutti gli esseri viventi che guizzano e brulicano nelle acque, secondo la loro specie, e tutti gli uccelli alati secondo la loro specie. E Dio vide che era cosa buona.                                       |
| Esodo 7:9           | Quando il faraone vi chiederà: Fate un prodigio a vostro sostegno! tu dirai ad Aronne: Prendi il bastone e gettalo davanti al faraone e diventerà un serpente [tanin]!                                                                                    |
| Esodo 7:10          | Mosè e Aronne vennero dunque dal faraone ed eseguirono quanto il Signore aveva loro comandato: Aronne gettò il bastone davanti al faraone e davanti ai suoi servi ed esso divenne un serpente [tanin].                                                    |
| Esodo 7:12          | Gettarono ciascuno il suo bastone e i bastoni divennero serpenti [taninim]. Ma il bastone di Aronne inghiottì i loro bastoni. |
| Deuteronomio 32:33  | Tossico di serpenti [taninim] è il loro vino, micidiale veleno di vipere. |
| Neemia 2:13         | Uscii di notte per la porta della Valle e andai verso la fonte del Drago [tanin] e alla porta del Letame, osservando le mura di Gerusalemme, come erano piene di brecce e come le sue porte erano consumate dal fuoco.                                    |
| Giobbe 7:12         | Son io forse il mare oppure un mostro marino [tanin], perché tu mi metta accanto una guardia? |
| Salmi 74:13         | Tu con potenza hai diviso il mare, hai schiacciato la testa dei draghi [taninim] sulle acque. |
| Salmi 91:13         | Camminerai su aspidi e vipere, schiaccerai leoni e draghi [tanin]. |
| Salmi 148:7         | Lodate il Signore dalla terra, mostri marini [taninim] e voi tutti abissi. |
| Isaia 27:1          | In quel giorno il Signore punirà con la spada dura, grande e forte, il Leviatàn serpente guizzante, il Leviatàn serpente tortuoso e ucciderà il drago [tanin] che sta nel mare.                                                                           |
| Isaia 51:9          | Svegliati, svegliati, rivestiti di forza, o braccio del Signore. Svegliati come nei giorni antichi, come tra le generazioni passate. Non hai tu forse fatto a pezzi Raab, non hai trafitto il drago [tanin]?                                              |
| Geremia 51:34       | Mi ha divorata, mi ha consumata Nabucodònosor, re di Babilonia, mi ha ridotta come un vaso vuoto, mi ha inghiottita come un dragone [tanin], ha riempito il suo ventre, dai miei luoghi deliziosi, mi ha scacciata.                                       |
| Ezechiele 29:3 *    | Parla dunque dicendo: Così dice il Signore Dio, l'Eterno: Ecco, io sono contro di te, o Faraone, re d'Egitto, grande dragone [tanim], che giaci in mezzo ai tuoi fiumi, che hai detto: Il mio fiume è mio e l'ho fatto io stesso.                         |
| Ezechiele 32:2 *    | Figlio d'uomo, innalza una lamentazione sul Faraone, re d'Egitto, e digli: Tu eri simile ad un leoncello fra le nazioni; eri come un dragone [tanim] nei mari e ti slanciavi nei tuoi fiumi, agitando le acque con i tuoi piedi e intorbidandone i fiumi. |

* - denota passi in cui una variante testuale segnalata come erronea già dai Masoreti riporta tannim per tannin.

### Tutti gli usi ditannimnel Tanakh
| Riferimento biblico | Traduzione italiana |
| ------------------- | --- |
| Giobbe 30:29        | Sono divenuto fratello degli sciacalli [tanim] e compagno degli struzzi. |
| Salmi 44:19         | Ma tu ci hai frantumati, cacciandoci in luoghi di sciacalli [tanim] e ci hai coperto dell'ombra di morte.                                                                       |
| Isaia 13:22         | Ululeranno le iene nei loro palazzi, gli sciacalli [tanim] nei loro edifici lussuosi.                                                                                           |
| Isaia 34:13         | Nei suoi palazzi saliranno le spine, ortiche e cardi sulle sue fortezze; diventerà una tana di sciacalli [tanim], un recinto per gli struzzi.                                   |
| Isaia 35:7          | La terra bruciata diventerà una palude, il suolo riarso si muterà in sorgenti d'acqua. I luoghi dove si sdraiavano gli sciacalli [tanim] diventeranno canneti e giuncaie.       |
| Isaia 43:20         | Le bestie dei campi, gli sciacalli [tanim] e gli struzzi mi glorificheranno, perché darò acqua al deserto e fiumi alla solitudine per dar da bere al mio popolo, il mio eletto. |
| Geremia 9:11        | Io ridurrò Gerusalemme in un cumulo di rovine e un rifugio di sciacalli [tanim], farò delle città di Giuda una desolazione senza abitanti                                       |
| Geremia 10:22       | Ecco, giunge un rumore di notizie e un gran trambusto dal paese del nord, per ridurre le città di Giuda una desolazione, un rifugio di sciacalli [tanim].                       |
| Geremia 14:6        | Gli onagri si fermano sulle alture e fiutano l'aria come gli sciacalli [tanim]; i loro occhi sono spenti, perché non c'è erba.                                                  |
| Geremia 49:33       | Hatsor diventerà una dimora di sciacalli [tanim], una desolazione per sempre; nessuno più vi abiterà né alcun figlio d'uomo vi dimorerà.                                        |
| Geremia 51:37       | Babilonia diventerà un cumulo di rovine, un rifugio per sciacalli [tanim], un oggetto di stupore e di scherno, senza abitanti.                                                  |
| Lamentazioni 4:3 *  | Perfino gli sciacalli [tanin] porgono le mammelle per allattare i loro piccoli, ma la figlia del mio popolo è divenuta crudele come gli struzzi del deserto.                    |
| Michea 1:8          | Perciò farò lamenti e griderò, me ne andrò scalzo e nudo, manderò ululati come gli sciacalli [tanim], urli lamentosi come gli struzzi.                                          |
| Malachia 1:3 **     | E ho odiato Esaù. Ho fatto dei suoi monti un deserto e ho dato la sua eredità agli sciacalli [tanot] del deserto.                                                               |

* - denota una variante testuale proposta.

** - denota la forma plurale femminile di tan.

## Demoni nella Cabala
Per quanto riguarda draghi e demoni, i cabalisti hanno fatto uso di tutti i motivi correnti nel Talmud e nel Midrash. Nuovi elementi sono stati sviluppati o aggiunti, principalmente in due direzioni: (1) i cabalisti hanno tentato di sistematizzare la demonologia in modo che si adattasse alla loro comprensione del mondo e quindi spiegare la demonologia in termini derivati dalla loro comprensione della realtà; (2) nuovi e vari elementi sono stati aggiunti da fonti esterne, principalmente dalla demonologia medievale araba, dalla demonologia cristiana, e dalle credenze popolari dei tedeschi e degli slavi.
A volte questi elementi sono stati collegati, più o meno logicamente, alla demonologia ebraica e sono quindi stati "giudaizzati" in una certa misura. Tuttavia, spesso il collegamento è stato solo esterno; il materiale è stato incorporato nella demonologia ebraica quasi senza esplicito adattamento ebraico. Ciò è particolarmente vero per quanto riguarda le fonti della Cabala pratica. Lì, le reali credenze cabalistiche si mescolano con le credenze popolari che in realtà inizialmente non avevano alcun legame con le credenze dei cabalisti. Questa combinazione dà alla tarda demonologia ebraica il suo carattere marcatamente sincretistico. Il materiale relativo a questo tipo di demonologia può essere riscontrato in innumerevoli fonti, molte ancora in formato di manoscritto. La vasta ricerca in questo settore e il suo sviluppo è uno dei più importanti desiderata degli studi ebraici.

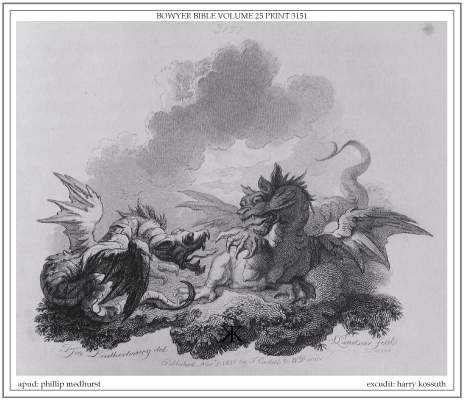
Illustrazione biblica del sogno di Mardocheo, che predice le sofferenze degli ebrei durante il regno di Artaserse: "I due grandi draghi avanzarono per scontrarsi e il loro grido fu roboante"(Ester 11:6)

Le opere dei cabalisti contengono anche concezioni contraddittorie di demoni e del potere dell'immaginazione. Le tradizioni del passato, così come l'ambiente culturale e le prospettive intellettuali di ogni singolo cabalista hanno contribuito alla diversificazione delle loro credenze. Le idee dei primi cabalisti spagnoli su questo tema sono state formulate in modo chiaro nel commentario di Nachmanide su Levitico 17:7 e la loro influenza è visibile in tutta la successiva letteratura. A parere di Nachmanide i demoni (shedim) si trovano in luoghi decrepiti (shedudim), in rovina e freddi, come nel Nord. Non sono stati creati dai quattro elementi, ma solo da fuoco e aria. Hanno corpi sottili, impercettibili dai sensi umani, e questi corpi sottili consentono loro di volare attraverso il fuoco e l'aria. Poiché sono composti da elementi diversi, sottostanno alle leggi della creazione e del decadimento e muoiono come gli esseri umani. Il loro sostentamento deriva da acqua e fuoco, da odori e succhi; di conseguenza i negromanti bruciavano incenso ai demoni. Nonostante l'elemento di fuoco sottile che essi contengono, sono circondati da una freddezza che spaventa gli esorcisti (questo particolare è rinvenuto solo nelle fonti successive). Per mezzo di voli nell'aria sono in grado di avvicinare i "principi" dello zodiaco che abitano nell'atmosfera e di percepire le previsioni del futuro vicino, ma non di quello lontano.
Nachmanide asserisce inoltre (Commentario a Levitico 16:8) che i demoni appartengono al patrimonio di Samael, che è "l'anima del pianeta Marte e Esaù è suo suddito tra le nazioni" (l'angelo di Edom o Cristianesimo). I cabalisti castigliani Isaac ben Jacob ha-Kohen, Moses di Burgos e Moses de León (nelle sue opere in ebraico e nello Zohar), collegavano l'esistenza dei demoni con l'ultimo grado delle potenze dell'"emanazione sinistra" (il sitra ahra, "l'altro lato" dello Zohar) che corrisponde con le sue dieci Sefirot del male alle dieci Sefirot sante. I loro scritti contengono descrizioni dettagliate del modo in cui queste potenze erano emanate e spiegano i nomi dei supervisori che le controllavano. Le loro idee sono basate principalmente sullo sviluppo interno ai circoli cabalistici. Nelle varie fonti nomi completamente diversi sono dati ai gradi superiori di queste potenze demoniache o sataniche. Tuttavia, tutti concordano nel collegare le schiere dei demoni nel mondo subumano, vale a dire, sulla terra, con il dominio di Samael e Lilith che appaiono per la prima volta in queste fonti in coppia. Numerosi particolari su questi gradi si ritrovano nel Sefer Ammud ha-Semali di Moses di Burgos.

### Zohar e demonologia

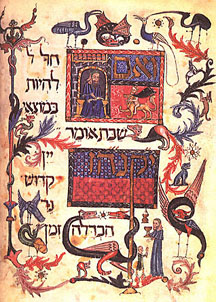
Draghi miniati nel frontespizio di testo esoterico in ebraico (XVI secolo)

Al contrario, lo Zohar, seguendo una leggenda talmudica, sottolinea l'origine dei demoni nei rapporti sessuali tra gli esseri umani e le potenze demoniache. Alcuni demoni, come Lilith, furono creati durante i sei giorni della Creazione, e in particolare alla vigilia dello Shabbat al crepuscolo, come spiriti disincarnati. Cercarono di assumere la forma corporea mediante l'associazione con gli umani, in un primo momento con Adamo quando si separò da Eva e poi con tutti i suoi discendenti. Tuttavia, i demoni che sono stati creati da tali unioni desiderano questo tipo di rapporto sessuale. L'elemento sessuale nel rapporto tra uomo e demoni occupa un posto di rilievo nella demonologia dello Zohar, così come in quella di alcune opere cabalistiche successive. Ogni inquinamento di sperma genera demoni. I dettagli di queste relazioni sono molto simili alle credenze della demonologia cristiana medievale su succubi e incubi. Si basano sul presupposto (contrariamente al parere talmudico), che questi demoni non abbiano nessuna capacità propria di procreare e hanno bisogno di sperma umano al fine di moltiplicarsi. Nella Cabala successiva si precisa che i demoni nati all'uomo da tali unioni sono considerati suoi figli illegittimi; sono chiamati banim shovavim ("figli maligni"). Alla morte e sepoltura vengono ad accompagnare il defunto, a lamentarsi di lui e a rivendicare la loro parte di eredità; possono anche danneggiare e ferire i figli legittimi. Da qui l'usanza di fare girare il morto al cimitero per respingere i demoni e anche l'usanza (risalente al XVII secolo), in varie comunità, di non permettere ai figli di accompagnare la salma del padre al cimitero per impedire loro di essere molestati dai fratellastri illegittimi.
I termini shedim e mazzikim sono stati spesso utilizzati come sinonimi, ma in alcune fonti vi è una certa differenziazione tra loro. Nello Zohar si ritiene che gli spiriti degli uomini malvagi diventino mazzikim dopo la loro morte. Tuttavia, ci sono anche demoni bonari che sono disposti ad aiutare e fare favori agli uomini. Ciò dovrebbe essere particolarmente vero per quei demoni che sono governati da Ashmedai (Asmodeo) e che accettano la Torah e sono considerati "demoni ebraici". La loro esistenza è menzionata dai Chassidei Ashkenaz nonché dallo Zohar. Secondo la leggenda, Caino e Abele, che contengono alcune delle impurità del serpente che aveva avuto rapporti sessuali con Eva, possedevano un certo elemento demoniaco e vari demoni provenivano da loro. In pratica, tuttavia, l'accoppiamento di demoni femminili con maschi umani e quello di demoni maschili con femmine umane è proseguito nel corso della storia. Questi demoni sono mortali, ma i loro re e regine vivono più a lungo degli esseri umani e alcuni di essi, in particolare Lilith e Naamah, esisteranno fino al Giorno del Giudizio (Zohar 1:55a). Varie speculazioni sono state fatte sulla morte dei re dei demoni, in particolare di Ashmedai. Un punto di vista popolare è che Ashmedai è solo il titolo del re dei demoni, così come Faraone è il titolo dei re d'Egitto, e "ogni re dei demoni si chiama Ashmedai", come la parola Ashmedai nella Ghematria è numericamente equivalente a Faraone. Nella demonologia giudeo-araba si riscontrano lunghe genealogie di demoni e delle loro famiglie.
Apparentemente l'autore dello Zohar distingue tra gli spiriti emanati dal "lato sinistro" ai quali sono assegnate le funzioni definite nei "palazzi dell'impurità ", e diavoli nel senso esatto della parola, che si librarno nell'aria, a volte con fattezze di drago. Secondo fonti successive, questi ultimi riempiono con le loro schiere lo spazio del cielo fra la terra e la sfera della luna. La loro attività si svolge principalmente di notte, prima di mezzanotte. Quei diavoli nati dalle polluzioni notturne sono chiamati "i colpi di figli d'uomini" (2 Samuele 7:14). A volte i demoni prendono in giro gli uomini. Dicono di loro menzogne sul futuro, e mescolano verità e bugie nei sogni. I piedi dei demoni sono storti (Zohar 3:229b). In numerose fonti sono citate quattro madri di demoni: Lilith, Naamah, Agrath e Mahalath (che è a volte sostituita da Rahab). I demoni sotto il loro dominio escono a frotte in tempi stabiliti e costituiscono un pericolo per il mondo. A volte si riuniscono su una particolare montagna "vicino alle montagne delle tenebre dove hanno rapporti sessuali con Samael". Ciò ricorda il sabba delle streghe nella demonologia cristiana. Streghe e stregoni si riuniscono in questo luogo, si dedicano ad azioni malefiche e imparano l'arte della stregoneria dal arcidemoni, che sono qui identici agli angeli ribelli caduti dal cielo (Zohar 3:194b, 212a). L'autore del Ra`aya Meheimna nello Zohar (3:253a) distingue fra tre tipi di demoni: (1) quelli simili agli angeli, (2) quelli che somigliano agli esseri umani e sono chiamati shedim Yehuda`im ("diavoli ebrei"), che si sottomettono alla Torah, (3) coloro che non hanno timore di Dio e sono come animali (simili a draghi, sciacalli, caproni alati, ecc.)
Hayim Vital narra di diavoli che sono composti da soltanto uno dei quattro elementi, in contrasto con l'opinione di Nachmanide citato sopra. tale opinione ha probabilmente origine nella demonologia europea del Rinascimento. La Cabala di Isaac Luria cita spesso vari qliphoth ("gusci") che devono essere sottomessi tramite l'osservanza della Torah e delle mitzvot, ma di solito non dà loro nomi propri o li rappresenta come veri e propri diavoli. Questo processo ha raggiunto il suo picco nello Sefer Karnayim di Samson di Ostropol, che dà a molti qliphoth nomi che non sono stati riscontrati in nessuna fonte antica. Questo libro è l'ultimo testo originale di demonologia cabalistica.

### Descrizioni
Secondo Isaac d'Acri i diavoli hanno solo quattro dita e non hanno il pollice. Il libro Emek ha-Melekh (Amsterdam, 1648) cita demoni chiamati kesilim ("spiriti ingannatori"), che sviano l'uomo dalla sua strada e lo raggirano. Da ciò quindi presumibilmente l'appellativo di lezim ("buffoni") che si verifica nella letteratura successiva e nell'uso popolare per un tipo inferiore di demoni, quelli che gettano scompiglio tra gli oggetti di casa e cose simili (poltergeist). Dall'inizio del XVII secolo viene citato il demone chiamato Sh. D. (in ebraico ש"ד‎?), cioè Shomer Dappim ("guardiano delle pagine"): colpisce colui che lascia aperto un libro sacro. Secondo una credenza popolare degli ebrei tedeschi, le quattro regine dei demoni governano le quattro stagioni dell'anno. Una volta ogni tre mesi al cambio di stagione, il loro sangue mestruale cade nelle acque e le avvelena, ed è pertanto vietato bere acqua al cambio delle stagioni. Un posto speciale nella demonologia è assegnato alla Regina di Saba, che era considerata una delle regine dei demoni ed è talvolta identificata con Lilith - per la prima volta nel Targum (Giobbe, Cap. 1), e più tardi nello Zohar e letteratura successiva. Il motivo della battaglia tra il principe e un drago o rettile demoniaco, che rappresenta il potere del qlippah che ha imprigionato la principessa, è molto diffuso in varie forme nella demonologia dello Zohar. Drago è il re dei demoni, che è menzionato anche nel Sefer Hasidim. Secondo Hayim Vital, quattro regine dei demoni regnano su Roma (Lilith), su Salamanca (Agrath), sull'Egitto (Raab) e su Damasco (Naama). Secondo il cabalista italiano Abraham Galante (m. 1560), fino al momento della confusione delle lingue, ne esistevano solo due: la lingua sacra (cioè l'ebraico) e la lingua dei demoni. La credenza nei demoni è rimasta una superstizione popolare tra alcuni ebrei in vari paesi.

#### Demoni specifici

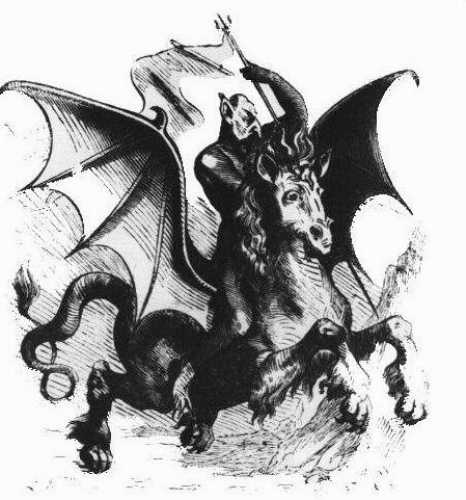
Demone su drago (Collin de Plancy's Dictionnaire Infernal, 1863)

Dèi stranieri nell'Ebraismo vengono chiamati shedim (Deuteronomio 32:17; Salmi 106:37; cfr. 1 Corinzi 10:20), comunemente tradotto con "demòni" o "diavoli". La parola è correlata all'accadico šêdu ("demone"; buono o cattivo).
- SEʿIRIM ("demoni pelosi, satiri") applicato anche con disprezzo a divinità straniere (Levitico 17:7[64]; 2 Cronache 11:15[65]). Queste creature infestano rovine in disfacimento, insieme a Lilith (Isaia 13:21,34:14[66]).
- Lilith (Isaia 34:14[67]; orig. dal sumero lil, "aria", e non dall'ebraico layl(ah), "notte") era originariamente un succubo, che si credeva coabitasse coi mortali, ma un amuleto fenicio del VII secolo p.e.v., rinvenuto ad Arslan Tash inizia con: "Incantesimo: O Tu che voli, o dea, o Sasam... O dio, o Strangolatore di Agnelli! La casa che in cui io entro, Tu non entrerai; la corte su cui io passo, tu non passerai", e Lilith viene identificata col demone che rapisce i bambini, caratteristica che mantiene anche in successive tradizioni. La tradizione che dà al nome il significato di "civetta" (in varie traduzioni) riflette un'associazione molto antica degli uccelli, specialmente le civette, coi demoni.
- MAVET (Mawet), parola ebraica comune per "morte", è anche il nome proprio del dio cananita degli inferi (Mot), nemico di Baal in un'epica ugaritica. Il nome proprio, e non il sostantivo comune, è probabilmente da interpretarsi in Isaia 28:15,18[68]: "Abbiamo concluso un patto con la Morte" e Geremia 9:20[69]: "La Morte è entrata per le nostre finestre" (cfr. Osea 13:14[70]; Giobbe 18:13[71], "il primogenito della morte"; 28:22[72]).
- RESHEPH è un altro dio importante della religione cananita, che diventa una figura demoniaca nella letteratura biblica. Resheph è noto quale dio della peste in gran parte dell'antico Vicino Oriente, in testi e rappresentazioni artistiche che si estendono per più di un millennio, dal 1850 al 350 p.e.v. In Abacuc 3:5[73], Yahweh in guerra viene descritto come preceduto e seguito rispettivamente da Dever e Resheph ("Davanti a lui avanza la peste, la febbre ardente segue i suoi passi." Immagine simile a quella dei due attendenti divini che scortano gli dei maggiori nei miti antichi). Proprio come altri nomi di divinità vengono usati come nomi comuni nell'ebraico biblico (Dagon - dagon, "grain"; Ashtaroth - ashtarot, "aumento [del gregge]", ecc.) così anche Reshef (reshef) viene a significare semplicemente "peste" (Deuteronomio 33:29[74]; Salmi 78:48[75]), e i dardi infuocati dell'arco (Salmi 76:3-4[76]; Cantico dei Cantici 8:6[77]), apparentemente dall'associazione comune di peste e frecce.
- DEVER ("Pestilenza") è l'altro araldo demoniaco che marcia in guerra con Yahweh (Abacuc 3:5[78]). Dever viene anche citato in Salmi 91:5-6[79]: "Tu non temerai il Terrore (Paḥad) di notte, né la Freccia (Ḥeẓ) che vola di giorno, né la Peste (Dever) che vaga nelle tenebre, né lo Sterminio (Ketev) che imperversa a mezzodì." Non solo Dever ma anche le altre succitate parole in corsivo sono state plausibilmente identificate quali nomi di demoni. La "Freccia" è un simbolo comune nel folklore, e sta per malattia o dolore improvviso, e Ketev (Qetev; cfr. Deuteronomio 32:24[80]; Isaia 28:2[81]; Osea 13:14[82]) in questo caso è la personificazione del calore opprimente di mezzogiorno, noto anche nella demonologia greca e romana.
- Azazel (ʿAzʾazel) si riscontra nel rituale del Giorno dell'Espiazione (Levitico 16:8,10,26[83]). Aronne tira a sorte due capre e quella "per ʿAzʾazel" viene presentata viva davanti al Signore, per poi essere lasciata libera nel deserto. Le versioni degli antichi greci e latini rappresentavano ʿAzʾazel come una "capra che diparte", da cui "il capro espiatorio" di alcune versioni in altre lingue. La maggior parte dei commentatori rabbinici e alcuni dei moderni, interpretano Azazel come il nome del luogo in cui è portata la capra. La grande maggioranza dei moderni considerano Azazel come il nome personale di un demone che si pensava vivesse nel deserto.

Il vampiro sembra sia menzionato in Proverbi 30:15: "La alukah (ʿaluqah) ha due figlie, che dicono: «Dammi, dammi!»." L'ebraico ʿaluqah può significare semplicemente "sanguisuga", ma dato che ʿaulaq è presente anche nelle letteratura araba come nome di un vampiro, tale creatura mitica e le sue due figlie potrebbero essere intese in questo difficile passo biblico.